# Boquira (microregio)
Boquira is een van de 32 microregio's van de Braziliaanse deelstaat Bahia. Zij ligt in de mesoregio Centro-Sul Baiano en grenst aan de mesoregio's Vale São Francisco da Bahia in het westen en noordwesten en Centro-Norte Baiano in het noorden en noordoosten en de microregio's Seabra in het oosten, Livramento do Brumado in het zuidoosten en Guanambi in het zuiden en zuidwesten. De microregio heeft een oppervlakte van ca. 16.917 km². Midden 2004 werd het inwoneraantal geschat op 183.518.
Elf gemeenten behoren tot deze microregio:
| - Boquira - Botuporã - Brotas de Macaúbas - Caturama - Ibipitanga - Ibitiara | - Ipupiara - Macaúbas - Novo Horizonte - Oliveira dos Brejinhos - Tanque Novo |

Mesoregio's: Centro-Norte Baiano · Centro-Sul Baiano · Extremo Oeste Baiano · Metropolitana de Salvador · Nordeste Baiano · Sul Baiano · Vale São-Franciscano da Bahia

Microregio's: Alagoinhas · Barra · Barreiras · Bom Jesus da Lapa · Boquira · Brumado · Catu · Cotegipe · Entre Rios · Euclides da Cunha · Feira de Santana · Guanambi · Ilhéus-Itabuna · Irecê · Itaberaba · Itapetinga · Jacobina · Jequié · Jeremoabo · Juazeiro · Livramento do Brumado · Paulo Afonso · Porto Seguro · Ribeira do Pombal · Salvador · Santa Maria da Vitória · Santo Antônio de Jesus · Seabra · Senhor do Bonfim · Serrinha · Valença · Vitória da Conquista